# Rekrytering
Rekrytering är processen att söka, attrahera och kontraktera mänskliga resurser till att utföra någon form av arbete eller uppgift. Det finns en uppsättning rekryteringsprocesser, som omfattar rekryteringsplanering, strategiutveckling, sökning, screening, utvärdering och kontroll.  Rekrytering är egentligen en gammal militär term som betyder att förse med nytt manskap (rekryter) som ersättning eller till förstärkning av truppstyrkan.. 
Traditionellt har en organisations personalfunktion haft en stor roll i rekryteringsarbetet, men detta har till del förändrats då allt större delen av de administrativa momenten i processen hanteras elektroniskt.  Som exempel kan nämnas webbtjänster för annonsering och CV-hantering. Vidare används ofta personalsystem internt hos företag och organisationer för att hantera kandidater på ett systematiskt vis.

## Rekryteringsprocessens moment
- Behovsanalys och kompetensprofil (Behöver man rekrytera och i så fall vilken kompetens behövs?)

- Formulering av annons/erbjudande om arbete

- Val av kanaler för rekrytering och publicering av annons/erbjudande

- Mottagande av ansökningar

- Grovt urval (första urval)

- Inbjudan till intervjuer av slutkandidater

- Intervjuer

- Referenstagning (och bakgrundskontroll, validering av betyg/CV)

- Eventuell testning (personlighetstester, anlagstester etc)

- Slutligt urval

- Överenskommelse om anställningsvillkor och anställningsavtal[3]

Ibland kan man se att hela rekryteringsprocessen avslutas i och med introduktionen på den ny arbetsplatsen. 

## Omvänd rekryteringsprocess
Allt fler företag och rekryteringsföretag arbetar idag med en omvänd rekryteringsprocess för att skapa en objektiv urvalsprocess utan påverkan av subjektiva faktorer. Detta innebär att arbetspsykologiska screeningtester som tidigare använts i slutet av en rekrytering, nu används tidigt i urvalsprocessen på alla sökande innan en rekryterare läser ett CV. 

## Aktörer som sysslar med rekrytering
Företag och organisationer genomför ofta rekryteringen själva men det är också vanligt att engagera professionell hjälp. Sådan hjälp kan komma från bemanningsföretag, rekryteringsföretag och headhunters, där de sistnämnda ofta används för rekrytering till kvalificerade befattningar inom arbetslivet. Skillnaden mellan rekryteringsföretag och headhunters ligger främst i olika begränsningar i arbetsmetoder. Den största skillnaden mellan en headhunter och en rekryteringsbyrå är hur de närmar sig kandidater. Headhunters närmar sig kandidater direkt, medan rekryteringsbyråer fokuserar på att fylla arbetsroller med den perfekta kandidaten. 
Idag är det inte ovanligt att rekryteringsföretag erbjuder kunden att hjälpa till, och leda, genom hela rekryteringsprocessen.